# Rhachisphora maesae
Rhachisphora maesae là một loài côn trùng cánh nửa trong họ Aleyrodidae, phân họ Aleyrodinae.
Rhachisphora maesae được Takahashi miêu tả khoa học đầu tiên năm 1932.